# Carrie Akre
Carrie Akre é uma cantora dos Estados Unidos, mas conhecida como ex-vocalista das bandas Hammerbox e Goodness.

## Discografia solo
- 2000: Home
- 2002: Invitation
- 2007: ...Last the Evening